# Jean le Rond d'Alembert
Jean le Rond d’Alembert (Pariz, 16. studenog 1717. – Pariz, 29. listopada 1783.), francuski filozof, znanstvenik, fizičar i matematičar. Školovao se u kolegiju jansenista, studirao pravo, postao članom Francuske akademije znanosti i drugih uglednih akademija. Jedan od tipičnih predstavnika prosvjetiteljstva, Alembert je pisao djela s područja egzaktnih znanosti, filozofije, morala, povijesti i politike. Bavio se gnoseološkom (gnoseologiju shvaća kao eksperimentalnu fiziku duše) i epistemološkom problematikom (načela ljudske spoznaje osnova su svih filozofskih problema i znanstvenih disciplina). D’Alembertovu filozofiju obilježava dualizam novovjekovne filozofije, racionalizma (utjecaj Holbachova materijalizma) i empirizma (iskustvo i osjeti kao jedini izvor spoznaje). Izvodeći podrijetlo ljudskoga znanja, društva i jezika iz prirodnih ljudskih potreba, činjenica iskustva i osjetilne spoznaje, Alembert ostavlja njihovu bit nespoznatom, a filozofske kategorije neodredljivima. Štoviše, on pritom odbacuje metafizičke filozofske sustave. U svojim moralno-etičkim i religioznim postavkama Alembert zastupa agnosticizam.
Čuven je po svojem uredničkom i znanstvenom radu na Enciklopediji ili Obrazložbenom rječniku znanosti, umjetnosti i zanata (fran. Encyclopédie ou Dictionnaire Raisonné des sciences, des arts et des métiers, 1751. – 1758., glavni urednici Denis Diderot i Alembert), za koju je napisao i znamenitu Uvodnu raspravu (fran. Discours préliminaire) kao i mnogobrojne znanstvene i filozofske članke u prosvjetiteljskome duhu. U filozofsko-povijesnom izlaganju o fenomenu ljudskoga znanja, njegovu nastanku, redoslijedu i povezanosti Alembert obrazlaže različite dijelove ljudske spoznaje i njezine osobine, te genealoško ili enciklopedijsko stablo koje ih povezuje. Sve znanje dijeli u tri opće grane (dugujući svoju podjelu filozofu Francisu Baconu), s obzirom na tri temeljne čovjekove sposobnosti: povijest (pamćenje), koju dijeli na onu koja se odnosi na Boga (sveta i crkvenu povijest), čovjeka (političku i kulturnu povijest) i prirodu (mnoštvo grana); filozofiju (sposobnost razmišljanja i rasuđivanja), uključujući tu znanost o Bogu, čovjeku i prirodi, kao i fizikalno-matematičke znanosti; lijepe vještine (mašta), kamo ulaze slikarstvo, skulptura, arhitektura, pjesništvo i glazba. 
Na temelju proučavanja fizike postavio je stroge temelje diferencijalnom računu (riješio diferencijalnu jednadžbu za titranje žica). D’Alembertova razmatranja sadrže u sebi bitne elemente prosvjetiteljstva, scijentizma i egzaktnosti, a to će utjecati na daljnji razvoj filozofske, znanstvene i društvene misli, posebice materijalističke filozofije.

## D’Alembertovo načelo
D’Alembertovo načelo jedno od općih načela teorijske mehanike iz kojeg se izvode jednadžbe gibanja ili ravnoteže za materijalnu česticu ili sustav takvih čestica, napose jednadžbe gibanja mnoštva vezanih čestica. Postavio ga je d’Alembert 1743. Omogućava da se dodavanjem d’Alembertove virtualne (prividne) sile zakoni dinamike svedu na zakone statike, odnosno da se rješavanje mnogih dinamičkih problema svede na rješavanje jednostavnijih jednadžbi ravnoteže u svakoj točki putanje. Ako se zamisli da na česticu u sustavu vezanih čestica, osim stvarne sile Fi, istodobno djeluje i virtualna sila po iznosu jednaka umnošku mase čestice i ubrzanja (akceleracije), ali suprotna smjera (– mi ai), čestica će, pod djelovanjem tih dviju sila, mirovati. Utjecaj vanjskih sila prenosit će se na sve čestice u sustavu, što se može izraziti jednadžbom statike: 
{\displaystyle \sum (F_{i}-m_{i}\cdot a_{i})\cdot \delta \ r_{i}=0}
gdje δ ri označava virtualni (prividni) infinitezimalni pomak čestice, a simbol δ u njoj simbol je varijacije.
D’Alembertovo načelo ekvivalentno je drugomu Newtonovu zakonu gibanja za nevezane čestice i sustave. Za sustave potpuno slobodnih čestica d’Alembertovo načelo postaje:
{\displaystyle F_{i}-m_{i}\cdot a_{i}=0}
ili poznatije kao:
{\displaystyle F_{i}=m_{i}\cdot a_{i}}

## Glavna djela
- Rasprava o dinamici (fran. Traité de dynamique, 1743.),
- Rasprava o ravnoteži i gibanju fluida (Traité de l’équilibre et du mouvement des fluides, 1744.),
- Opća teorija vjetrova (Théorie générale des vents, 1745.),
- Rasprava o osnovama filozofije (Essai sur les éléments de philosophie, 1759.),
- Filozofska djela (Oeuvres philosophiques, 1805.),
- Neobjavljena djela i prepiska (Oeuvres et correspondance inédites, 1887.),
- Rasprava o Enciklopediji (Discours sur l’Encyclopédie, 1919.).